# Kirmo Mikkola
Kirmo Ilmari Mikkola, född 23 maj 1934 i Helsingfors, död där 5 maj 1986, var en finländsk arkitekt och bildkonstnär. Han var sonson till språkvetaren Jooseppi Mikkola.
Mikkola blev teknologie doktor 1984. Han undervisade 1963–1973 vid Tekniska högskolan i Helsingfors och var 1974–1978 konstnärsprofessor. Han grundade 1963 en arkitektbyrå i Helsingfors och innehade en tid även en byrå tillsammans med Juhani Pallasmaa.
Mikkola var en av förgrundsgestalterna i 1960-talets revolutionärt tänkande arkitektkretsar, som samlades på den numera legendariska "strandbyrån" vid Sjötullsgatan 1 i Helsingfors. Som flitig skribent och debattör i konsttidskriften Taide uppträdde Mikkola som talesman för en arkitektur med social målsättning och förankring i människornas behov; samtidigt pläderade han för hårt moduliserad och rationellt producerad arkitektur samt serieproducerade och billiga småhus. Bland hans främsta egna verk märks ateljéradhus i Träskända, Uleåborg och Åggelby i Helsingfors (det sistnämnda tillsammans med Esko Lehti), Pieksämäki idrottshus och Träskända församlingscentrum (1981, tillsammans med Juhani Pallasmaa).
I egenskap av bildkonstnär var Mikkola främst en konstruktivist, som med sina abstrakta arbeten, skulpturer och reliefer ville skapa mönster för en bättre arkitektonisk miljö. Som medlem av den tvärkonstnärliga Dimensiogruppen var han en brobyggare mellan bildkonsten och arkitekturen och deltog i gruppens utställningar.